# Czok

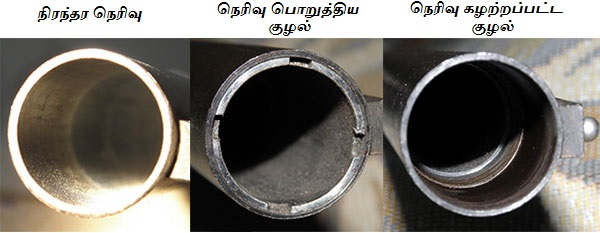
Czoki: stały (po lewej), wymienne (pośrodku i po prawej)

Czok (ang. choke – ‘dławić’), dławik – część śrutowej broni strzeleckiej (przede wszystkim strzelb) montowana u wylotu lufy. Ma on za zadanie zmniejszyć rozrzut śrutu, a co za tym idzie poprawić celność i zasięg broni. Czoki mogą być wymienne lub stałe.

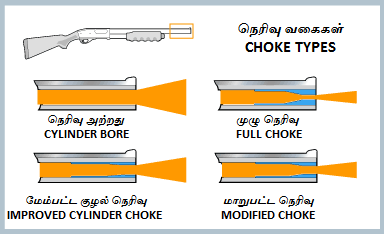
Zasada działania czoka

Wielkość czoku (stopień przewężenia lufy) może wynosić:

Silny czok = 0,84 – 1,40 mm

Pełny czok (1/1) = 0,75 – 1,00 mm

Średni czok (3/4) = 0,55 – 0,87 mm

Półczok (1/2) = 0,38 – 0,50 mm

Słaby czok (1/4) = 0,25 mm